# Анадырская епархия
Ана́дырская епа́рхия — епархия Русской православной церкви с центром в городе Анадыре, на Дальнем Востоке России. Объединяет 17 приходов в границах Чукотского автономного округа, семь храмов являются приписными.
Кафедральный город — Анадырь (бывший Новомариинск). Кафедральный собор с июня 2005 года — Троицкий.

## История
Образована решением Священного Синода Русской Православной Церкви 19 июля 2000 года путём выделения приходов на территории Чукотского Автономного Округа из Магаданской епархии, утверждена решением Архиерейского Собора 2000 года.
21 октября 2000 года состоялся крестный ход от Преображенской церкви к месту будущего кафедрального собора, где епископом Диомидом установлен крест, совершён молебен и заложен собор. Строительство собора началось в 2004 году, освящение состоялось в 2005 году.
Епископ Никодим (Чибисов) отметил, что, «приняв в управление Чукотскую епархию, я столкнулся с пустыми храмами и острой нехваткой духовенства». При епископе Никодиме началось строительство трёх новых храмов и здания епархиального управления. Благодаря деятельности епископа Никодима большинство прихожан, отколовшихся от Церкви, вернулись.
По состоянию на середину 2010 года штат епархиального духовенства насчитывал 8 священников и 1 диакона.

## Правящие архиереи
- Диомид (Дзюбан) (9 августа 2000 — 28 июня 2008);
- Марк (Тужиков) (28 июня 2008 — 31 марта 2009) временно управляющий (в/у), архиепископ Хабаровский;
- Никодим (Чибисов) (31 марта 2009 — 30 мая 2011);
- Серафим (Глушаков) (30 мая 2011 — 24 декабря 2015);
- Серафим (Глушаков) (24 декабря 2015 — 3 января 2016) (в/у);
- Матфей (Копылов) (3 января 2016 — 14 июля 2018);
- Матфей (Копылов) (14 июля 2018 — 21 августа 2018) (в/у)
- Ипатий (Голубев) (с 21 августа 2018 года).

## Благочиния
Епархия разделена на 6 церковных округов (По состоянию на декабрь 2022 года):
- Анадырское благочиние (город Анадырь),
- Билибинское благочиние (город Билибино),
- Крестовоздвиженское благочиние (посёлок городского типа Эгвекинот),
- Провиденское благочиние (посёлок городского типа Провидения),
- Чаунское благочиние (город Певек),
- Чукотское благочиние (село Лаврентия).